# Huang Zitao
Huang Zitao, znany jako Tao, Z.TAO (chiń. 黃子韜; pinyin Huáng Zitao; ur. 2 maja 1993 w Qingdao) – chiński raper, piosenkarz, model i aktor. Zadebiutował w 2012 roku jako członek koreańsko-chińskiej grupy EXO. Był głównym raperem podgrupy EXO-M. W kwietniu 2015 roku zawiesił swoją działalność w grupie, następnie 24 sierpnia 2015 roku wniósł pozew przeciwko wytwórni SM Entertainment. Od tego czasu promuje się w Chinach pod pseudonimem Z.TAO (黄子韬).

## Życiorys
Huang Zitao urodził się w miejscowości Qingdao w prowincji Szantung we wschodnich Chinach. W wieku pięciu lat został zapisany przez swojego ojca na zajęcia sztuk walki Wushu. W 2002 roku zdobył 3 miejsce w International Wushu Championship. W 2005 osiągnął 2 miejsce w kategorii: Miecz oraz 1 miejsce w kategorii: Włócznia w zawodach Qingdao City Movie Wushu Competition.

## Dyskografia

### Albumy studyjne
- The Road (2016)

### Minialbumy
- T.A.O (2015)
- Z.TAO (2015)

## Filmografia

### Filmy
| Rok  | Tytuł                                     | Rola      |
| ---- | ----------------------------------------- | --------- |
| 2015 | You Are My Sunshine (chn. 何以笙箫默)     | William   |
| 2016 | Railroad Tigers (chn. 铁道飞虎)           | Dai Ha    |
| 2017 | The Game Changer (chn. 游戏规则)          | Fang Jie  |
| 2017 | Edge of Innocence (chn. 夏天十九岁的肖像) | Kang Qiao |

### Seriale
| Rok  | Tytuł                                                                   | Rola         | Uwagi              |
| ---- | ----------------------------------------------------------------------- | ------------ | ------------------ |
| 2017 | A Chinese Odyssey: Love You A Million Years (chn. 大话西游之爱你一万年) | Zhi Zunbao   | serial internetowy |
| 2018 | The Negotiator (chn. 谈判官)                                            | Xie Xiaofei  |                    |
| 2018 | The Brightest Star in the Sky (chn. 夜空中最闪亮的星)                   | Zheng Boxu   |                    |
| TBA  | Yan Shi Fan: New Youth (chn. 艳势番之新青年)                            | Chong Liming |                    |
| TBA  | The Files of Teenagers in the Concession (chn. 租界少年热血档案)        |              |                    |

### Programy rozrywkowe
| Rok       | Tytuł                                   | Uwagi          |
| --------- | --------------------------------------- | -------------- |
| 2015-2016 | Charming Daddy (chn. 闪亮的爸爸)        | Członek obsady |
| 2016      | Law of The Jungle (chn. 我们的法则)     | Członek obsady |
| 2016      | Takes a Real Man (chn. 真正男子汉)      | Członek obsady |
| 2018      | Street Dance of China (chn. 这就是街舞) | Członek obsady |
| 2018      | Produce 101 (chn. 創造101)              | prowadzący, MC |